# Выборы губернатора Челябинской области (2024)
Выборы губернатора Челябинской области 2024 года прошли в единый день голосования 8 сентября. Губернатор Алексей Текслер переизбирался на второй срок от партии Единая Россия.

## Предыстория
В марте 2019 года губернатор Челябинской области Борис Дубровский ушёл в отставку и был заменён первым заместителем министра энергетики Алексеем Текслером. Текслер ранее рассматривался как замена губернатора Мурманской области Марины Ковтун, которая ушла в отставку через два дня после назначения Текслера временно исполняющим обязанности губернатора Челябинской области. Отставка Дубровского была ожидаемой, поскольку в августе 2018 года Федеральная антимонопольная служба предъявила ему обвинение в заговоре.
Текслер баллотировался как независимый кандидат и победил на выборах в сентябре 2019 года, набрав 69,30 % голосов, в то время как его ближайший соперник Константин Нациевский (КПРФ) получил всего 12,02 %. В июне 2020 года губернатор Текслер присоединился к партии Единая Россия, и позже в этом году возглавил партийный список на выборах в Законодательное собрание Челябинской области.

## Кандидаты
В Челябинской области кандидат на пост губернатора могут выдвигаться зарегистрированными политическими партиями или путем самовыдвижения. Кандидат на пост губернатора Челябинской области должен быть гражданином России и быть не моложе 30 лет. Кандидаты в губернаторы не должны иметь иностранного гражданства или вида на жительство. Каждому кандидату для регистрации необходимо собрать не менее 7 % подписей депутатов(муниципальный фильтр) и глав муниципальных образований. Кроме того, кандидаты-самовыдвиженцы должны собрать 0,5 % подписей жителей Челябинской области. Также кандидаты в губернаторы представляют в Совет Федерации 3 кандидатуры, а победитель выборов позже назначает одного из представленных кандидатов.

### Кандидаты
| Кандидат            | Партия               | Описание                                                                    | Статус                                    |
| ------------------- | -------------------- | --------------------------------------------------------------------------- | ----------------------------------------- |
| Эльдар Гильмутдинов | КПРФ                 | депутат городской думы Челябинска(2019-н.в), индивидуальный предприниматель | Зарегистрирован                           |
| Владимир Медведев   | Партия пенсионеров   | военный врач                                                                | Заверен, позже не предоставлены документы |
| Виталий Пашин       | ЛДПР                 | депутат государственной думы РФ(2016—2021)                                  | Зарегистрирован                           |
| Степан Соловьёв     | Зелёная Альтернатива | заместитель председателя партии                                             | Зарегистрирован                           |
| Алексей Текслер     | Единая Россия        | Губернатор Челябинской области                                              | Зарегистрирован                           |
| Ярослав Щербаков    | Яблоко               | Бизнесмен, кандидат в 2019 году                                             | Отказ                                     |